# Varanus telenesetes
Varanus telenesetes este o specie de reptile din genul Varanus, familia Varanidae, descrisă de Sprackland 1991. Conform Catalogue of Life specia Varanus telenesetes nu are subspecii cunoscute.